# Vladimir Arsenjev

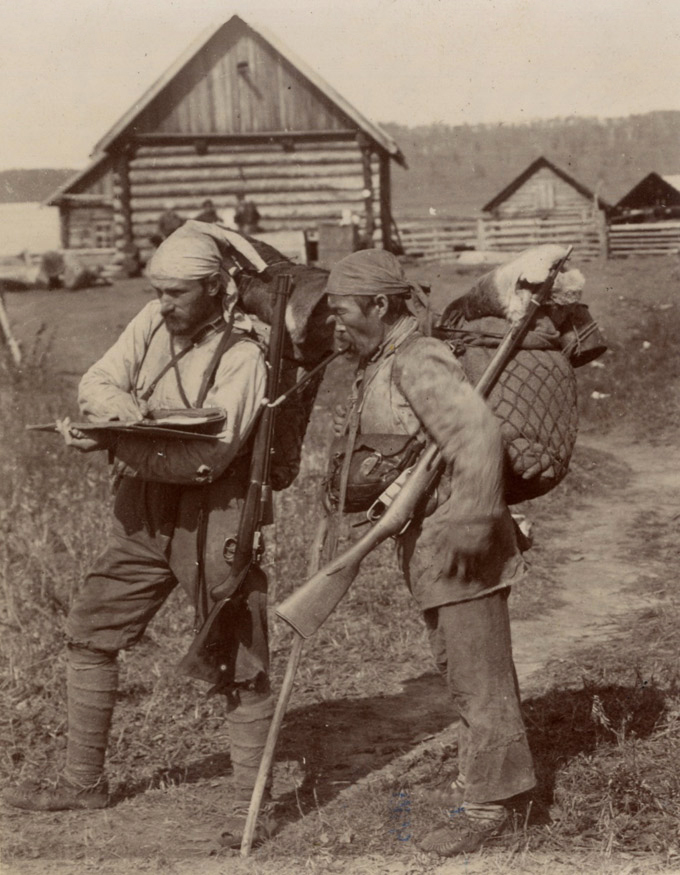
Vladimir Arsenjev och Dersu Uzala

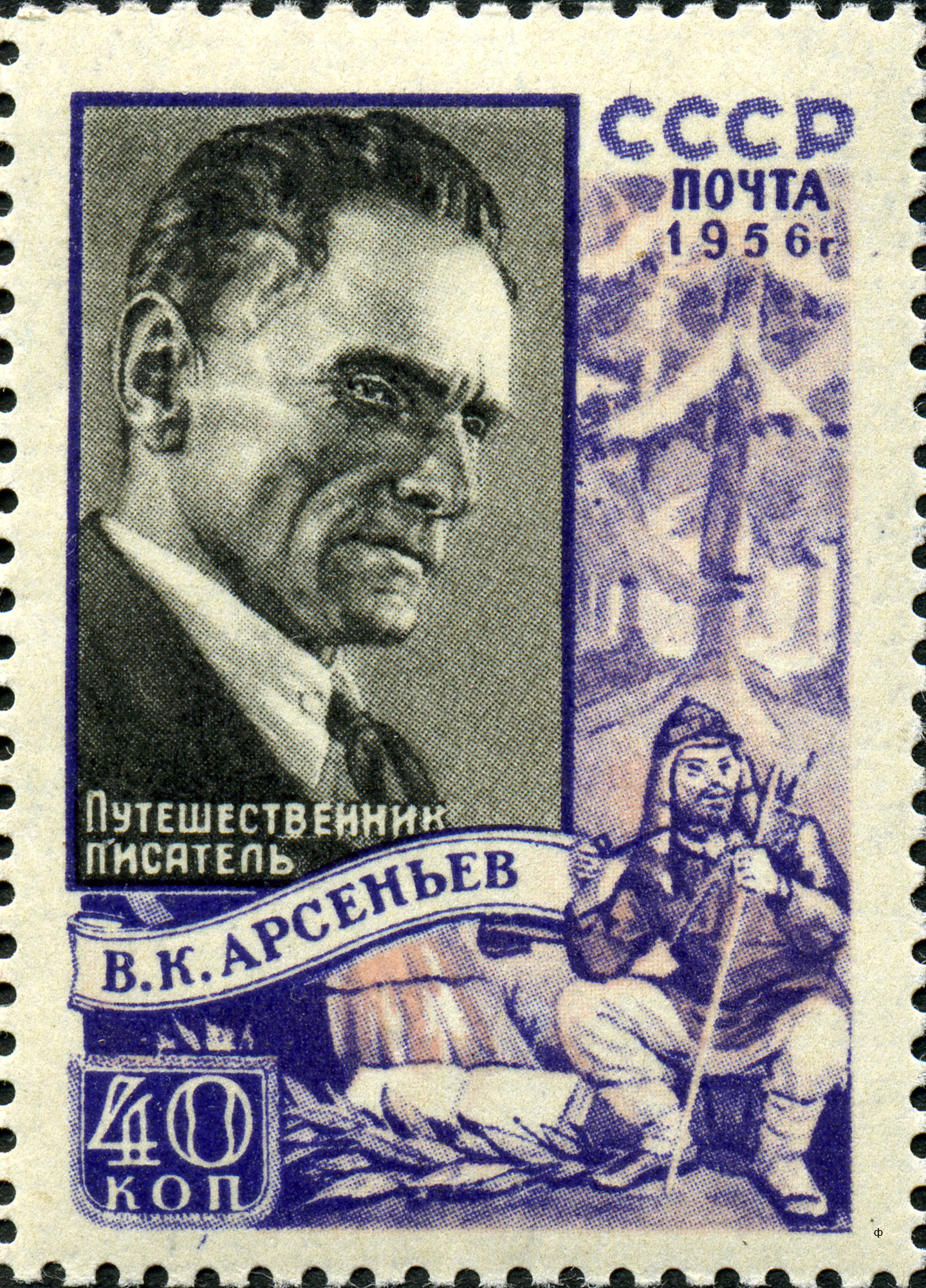
Sovjetryskt frimärke från 1956

Vladimir Klavdijevitj Arsenjev (ryska: Влади́мир Кла́вдиевич Арсе́ньев), född 10 september 1872 i Sankt Petersburg i Kejsardömet Ryssland, död 4 september 1930 i Vladivostok i Sovjetunionen, var en rysk officer och forskningsresande i Fjärran Östern. Han var den förste som beskrev ett antal sibiriska växtarter och  inhemska folkslags levnadsförhållanden.  

## Uppväxt
Vladimir Arsenjevs far Klavdij Arsebjev var född livegen som illegitim son till Agrafena Filippovna, som fick frihet 1855.  Han var anställd inom järnvägen och blev chef för Moskvadistriktet. Modern, Rufina Jegorovna Kashlatjeva, var dotter till en före detta livegen bonde i Kostroma-provinsen. Vladimir Arsenjev, som var det andra barnet i familjen, genomgick militär utbildning och engagerades därefter i forskningsresor i Fjärran Östern. Han bodde i Vladivostok vid tiden för det Ryska inbördeskriget och var då kommissarie för de etniska minoriteterna i den självständiga Fjärran Östernrepubliken. Efter det att denna integrerats i Sovjetunionen 1922, stannade Arsenjev kvar i Vladivostok.

## Skrifter
Vladimir Arsenjev är mest känd för sina många böcker från forskningsresorna, bland andra omkring 60 arbeten om geografi, djurliv och etnografi i de områden i östra Sibirien som han genomkorsade. Arsenjevs mest kända bok, Dersu Uzala, handlar om tre expeditioner i de ussuriska skogarna i Norra Asien längs Japanska havet och norr om Vladivostok. Boken har sitt namn efter Arsenjevs guide, den ussuriske pälsjägaren ur nanaifolket (eller goldfolket) Dersu Uzala. Den boken har också varit grund till två filmer: en av Agasi Babayan 1961 och en av Akira Kurosawa 1975. Den senare, Vägvisaren, vann 1976 Oscar för bästa internationella långfilm. Den tredje boken i Arsenjevs berättelsetrilogi, "I Sikhote-Alinbergen", publicerades postumt 1937.

## Minnesmärken
Arsenjev dog 1930 i Vladivostok vid 57 års ålder. Hans änka i andra äktenskapet, Margarita Nikolaevna Arsenjeva, arresterades 1934 och återigen 1937 efter att ha anklagats för att vara medlem i en underjordisk spion- och sabotörorganisation, som skulle ha letts av Vladimir Arsenjev. Förhandlingarna i augusti 1939 i militärdomstolen tog tio minuter och ledde till en dödsdom och hon sköts direkt. Parets dotter Natalia arresterades i april 1941 och dömdes till arbetsläger.
Historiska museet för Fjärran Östern, uppkallat efter V.K. Arsenjev i Vladivostok bär sedan 1945 namn efter Arsenjev. I museet ingår Vladimir Arsenjevs minnesmuseum, som inryms i det hus som Arsenjev bode i 1928–1930.
Staden Semyonovka i Primorskij kraj i Fjärran Östern döptes 1952 om till Arsenjev och 2018 omdöptes Vladivostoks internationella flygplats efter honom.

## Bildgalleri

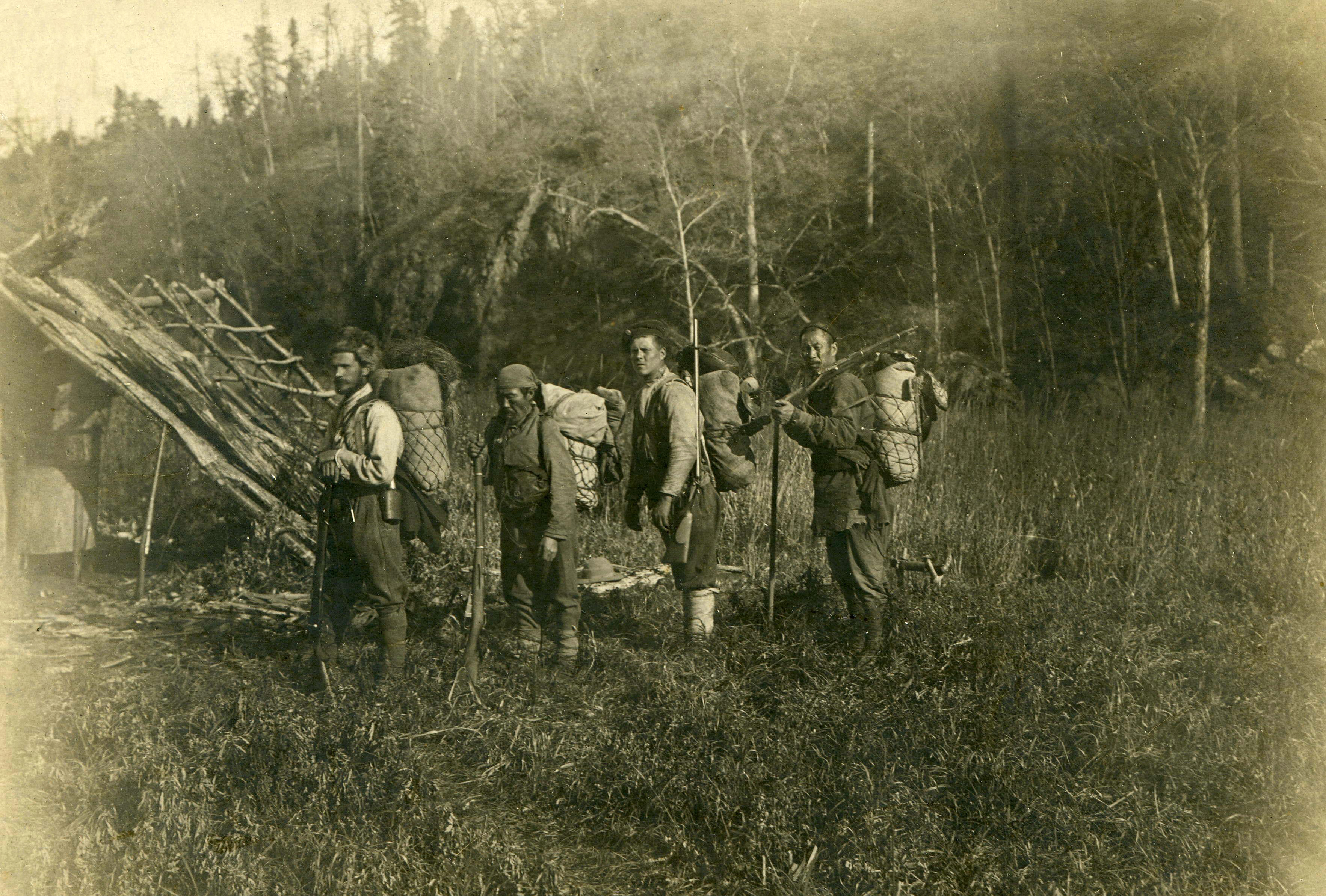
Längs Takema-flodbassängen, bild från expeditionen 1907 med Vladimir Arsenjev, Dersu Uzala samt soldaterna Fokin och Zhang-Bao
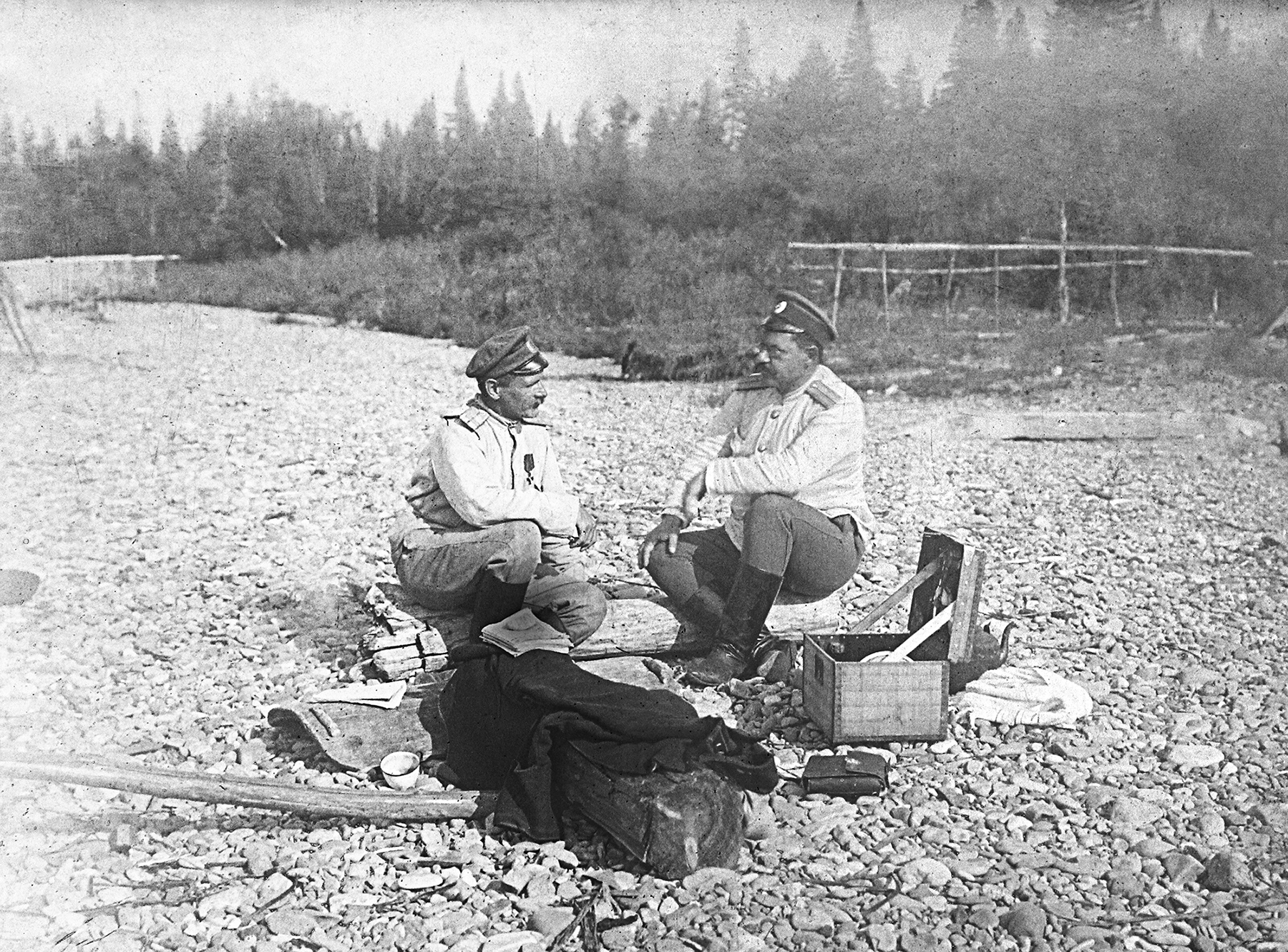
Bild från expeditionen 1908–1910, med Vladimir Arsenjev till vänster
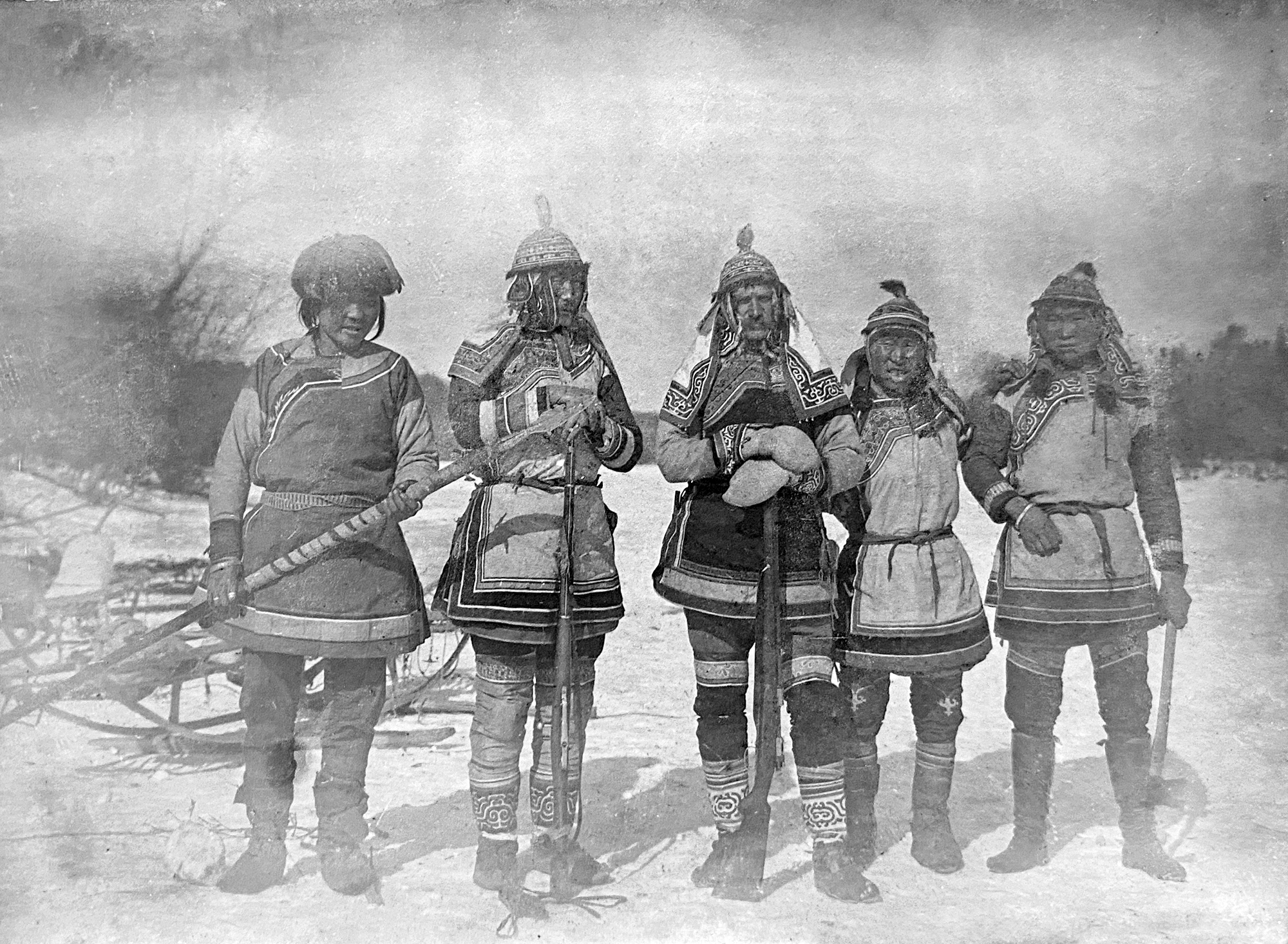
Vladimir Arsenjev i udegekostym vid floden Anyuy januari 1910
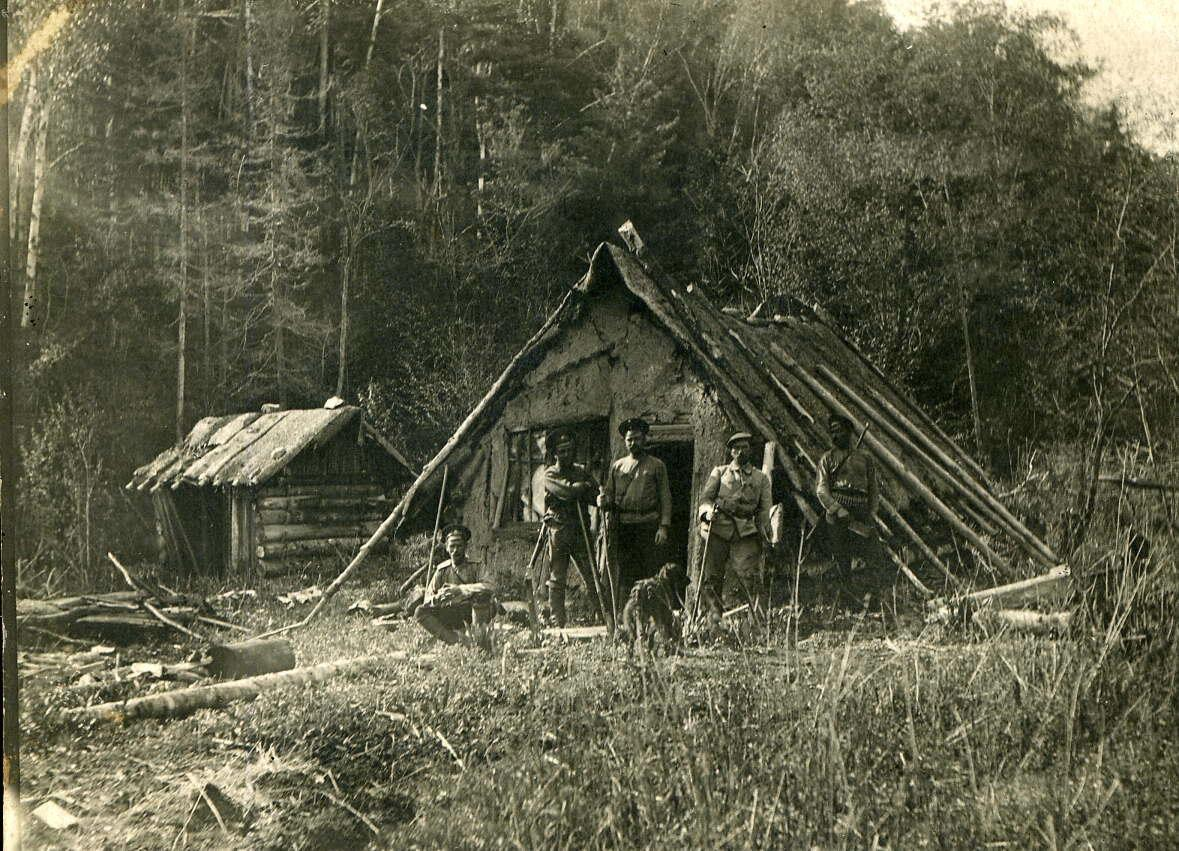
Vladimir Arsenjev, sittande till vänster, under en expedition 1913